# Kandíla (Héraklion)
Pour les articles homonymes, voir Kandíla.
Kandíla (grec moderne : Κανδήλα) est une localité située dans le dème de Gortyne, du district régional d'Héraklion, dans la periphérie de Crète, en Grèce.
Selon le recensement de 2011, elle compte 48 habitants.